# نهائي كأس فرنسا 1955
نهائي كأس فرنسا 1955 هي المباراة النهائية من منافسة كأس فرنسا 1954–55 ‏، أقيمت المباراة في 29 مايو 1955، في ملعب أولمبيك دي كولومب، بين فريقي نادي ليل، وجيروندان بوردو، وفاز فيها نادي ليل، بعد أن هزم جيروندان بوردو، بنتيجة 5 - 2، وكان حكم المباراة Louis Fauquemberghe ‏، وحضر المباراة 49411 شخصاً.

## تفاصيل المباراة
لعبت المباراة النهائية في 29 مايو 1955.
| نادي ليل                                                                                          | 5 -2 | جيروندان بوردو                                    |
| ------------------------------------------------------------------------------------------------- | ---- | ------------------------------------------------- |
| جان فنسان 7 ' · يفون دويس 28 ' · يفون دويس 31 ' · Gérard Bourbotte ‏ 35 ' · Gérard Bourbotte ‏ 75 ' |      | Raymond Wozniezko ‏ 41 ' · عبد الحميد إسكندر ‏ 65 ' |

## وصلات خارجية
- Coupe de France results at Rec.Sport.Soccer Statistics Foundation
- Report on French federation site